# Quy Từ

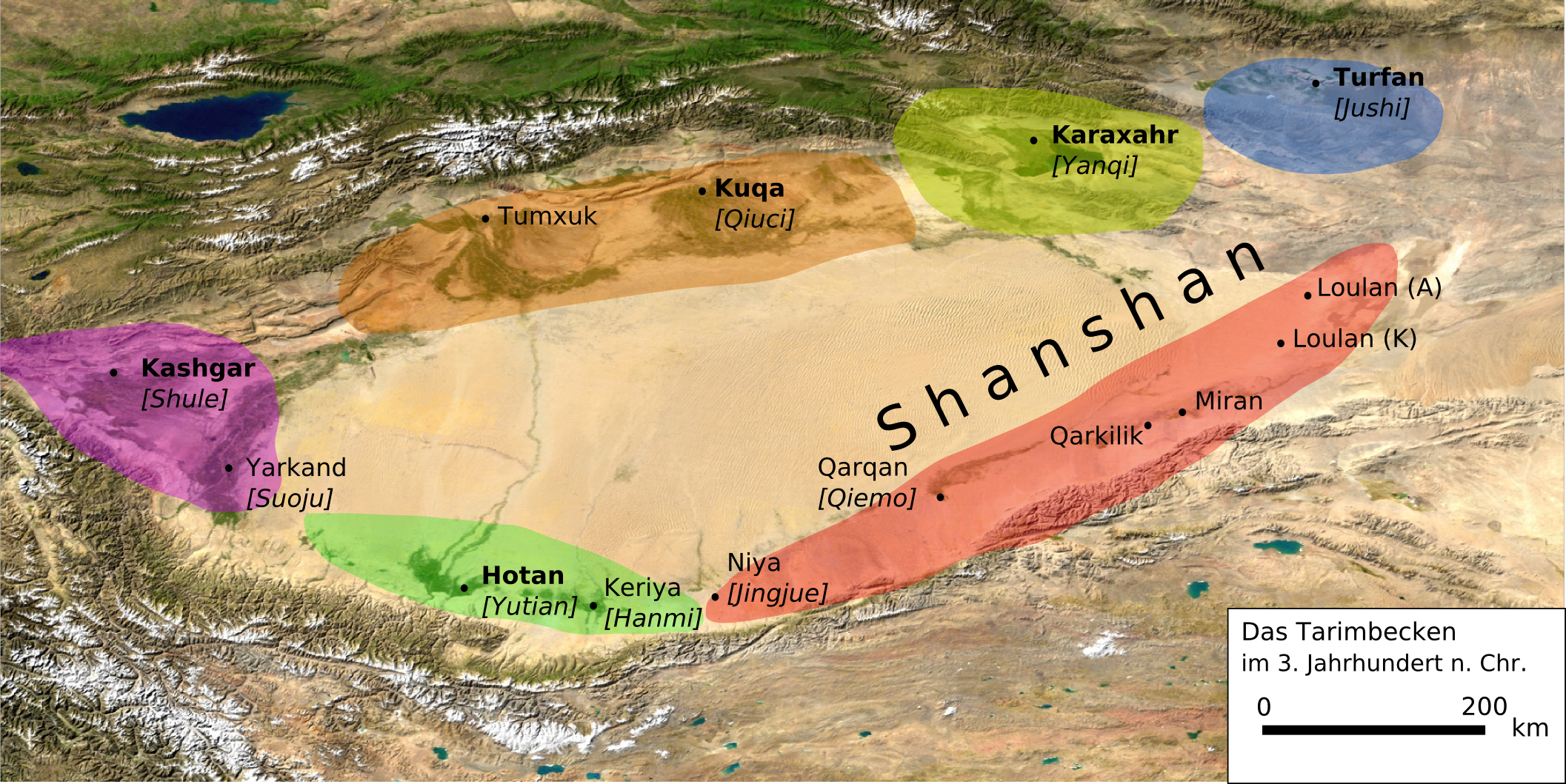
Lòng chảo Tarim vào thế kỷ 3, Quy Từ được biểu thị với tên Kuqa (màu cam)

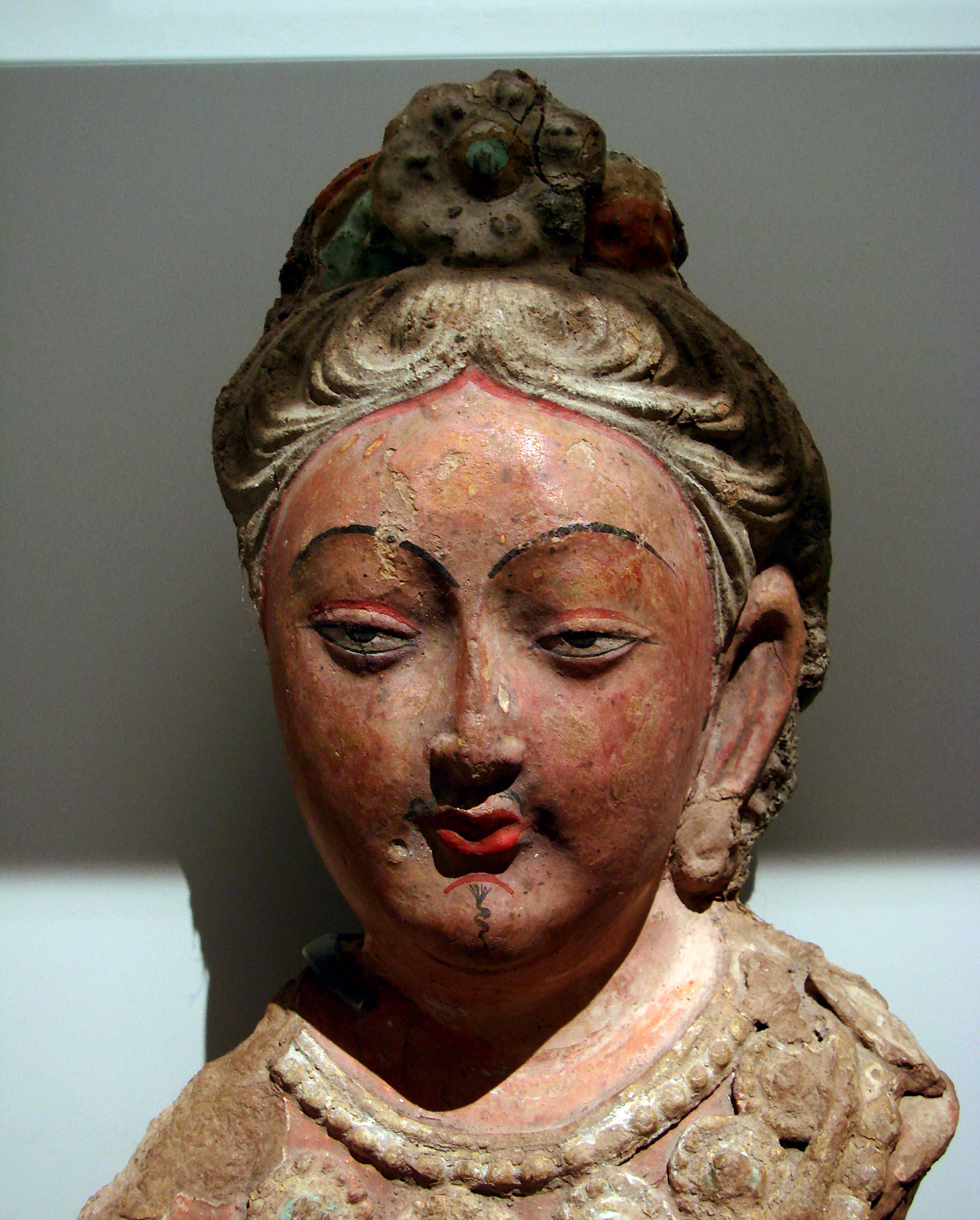
Tượng bán thân của Bồ Tát đến từ Quy Từ, thế kỷ 6-7. Bảo tàng Guimet.

Khố Xa (tiếng Uyghur: كۇچار, Кучар, giản thể: 库车; phồn thể: 庫車; bính âm: Kùchē); hay Khuất Chi (屈支), Khuất Tì (屈茨) hay Quy Từ/Khâu Từ (giản thể: 龟兹; phồn thể: 龜玆; bính âm: Qiūcí); tiếng Phạn: Kucina, phiên âm tiếng Tạng tiêu chuẩn: Kutsahiyui là một vương quốc Phật giáo nằm trên tuyến nhánh của Con đường tơ lụa chạy dọc theo rìa phía bắc của hoang mạc Taklamakan tại lòng chảo Tarim và phía nam sông Muzat. Khu vực này nay thuộc địa khu Aksu, Tân Cương, Trung Quốc.
Theo Hán thư, Quy Từ là nước lớn nhất trong Tây Vực Thập lục quốc, dân số là 81.317 người, trong đó có 21.076 người có thể chiến đấu. Vào thời nhà Đường thống trị, thành Quy Từ thường được coi là một trong An Tây tứ trấn của An Tây đô hộ phủ., và thường là trị sở. Vào thời Thổ Phồn thống trị, vương quốc này ít nhất cũng có tình trạng bán độc lập. Vương quốc rơi vào tay Hồi Cốt và trở thành một trung tâm quan trọng của Hãn quốc sau khi người Kirghiz tàn phá đất nước của người Hồi Cốt trên thảo nguyên Mông Cổ vào năm 840.
Các phiên âm tiếng Hán vào thời Hán hay Đường cũng thể hiện dạng gốc là Küchï, song Guzan, biểu thị cho âm [Küsan], được chép trong biên niên sử Tạng cổ (năm 687). Thời kỳ đế quốc Mông Cổ, các chuyển tự tiếng Duy Ngô Nhĩ và tiếng Hán thường là Küsän/Güsän/Kuxian/Quxian hơn là Küshän hay Kushan. Tuy nhiên, phiên âm của tên 'Kushan' trong văn tự Ấn Độ từ thời Cổ xưa bao gồm cả âm Guṣân, và dường như được phản ánh trong ít nhất một phiên âm Vu Điền-Thổ Phồn. Lịch sử địa danh học của các tên gọi 'Kushan' và 'Kucha' vẫn còn là vấn đề cần nghiên cứu.
Quy Từ là nơi sinh sống của nhà sư dịch kinh Phật Cưu-ma-la-thập (Kumārajīva, 344-413). Đây là một trung tâm Phật giáo quan trọng từ thời cổ Xưa cho đến cuối thời Trung cổ, trong đó phái Nhất thiết hữu bộ (Sarvastivada) chiếm ưu thế trong thời kỳ Duy Ngô Nhĩ, khi Đại thừa cuối cùng đã trở nên quan trọng. Trong một thời gian dài, Quy Từ là ốc đảo đông dân nhất tại lòng chảo Tarim. Ngôn ngữ, với bằng chứng còn sót lại là các bản viết tay và câu khắc, là tiếng Tocharian), một ngôn ngữ Ấn-Âu. Dưới thời thống trị của người Duy Ngô Nhĩ, Quy Từ dần trở thành vùng nói tiếng Đột Quyết.
Quy Từ là một đô thị trung tâm tại Trung Á, là một phần của Con đường tơ lụa, tiếp xúc với phần còn lại của châu Á, bao gồm Túc Đặc và Đại Hạ, và do đó cuối cùng đã tiếp xúc với các nền văn minh ngoại vi của Ấn Độ, Ba Tư và Trung Hoa.
Âm nhạc Quy Từ rất phổ biến tại Trung Quốc vào thời nhà Đường, đặc biệt là đàn luýt đã trở nên phổ biến với cái tên tì bà. 'âm nhạc của Quy Từ' đã truyền bá từ Trung Quốc đến Nhật Bản, cùng với nền âm nhạc đầu thời Trung cổ khác, trong cùng thời kỳ, và được bảo tồn tại đó, bị biến đổi một phần, thành gagaku, hay nhã nhạc Nhật Bản..
Các di tích của kinh đô Quy Từ trải trên một diện tích rộng, nằm 20 kilômét (12 mi) về phía bắc Kucha hiện này. Francis Younghusband, người đã đi qua ốc đảo vào năm 1887 trên hành trình anh dũng từ Bắc Kinh đến Ấn Độ, đã mô tả khu vực "hầu như" có khoảng 60.000 cư dân. Thành tại Trung Quốc có diện tích 700 yard vuông (640 m²) với tường thành cao 25 ft (7,6 m), không có pháo đài hay vật bảo vệ các cổng thành, song có một hào sâu 20 ft (6 m) bao quanh. Thành có các ngôi nhà và một vài cửa hàng tồi tàn. Các ngôi nhà Đột Quyết nằm ở góc phải phía trên của hào và ở đây vẫn còn lại một đô thị Đột Quyết, song hầu hết các khu nhà và cửa hiệu nằm bên ngoài chúng. Khoảng 800 yard (732 m) phía bắc của thành phố Trung Quốc là một doanh trại có 500 lính của đơn vị một quân đồn trú mà theo ông ước tính là có 1500 lính, được trang bị súng trường cũ."
Phật giáo được đưa tới Quy Từ trước khi kết thúc thế kỷ 1, tuy nhiên cho đến tận thế kỷ 3, vương quốc mởi trở thành một trung tâm Phật giáo, đặc biệt là phái Nhất thiết hữu bộ (Sarvastivada), song cuối cùng là Đại thừa. Về điều này, Quy Từ khác biệt với Vu Điền, một vương quốc do Phật giáo Đại thừa thống trị ở mặt phía nam của sa mạc.
Theo Tấn thư, vào thế kỷ thứ ba, tại vương quốc có gần một nghìn Phật tháp và chùa. Tại thời điểm này, các nhà sư Quy Từ bắt đầu vi hành đến Trung Quốc. Thế kỷ thứ tư đã chứng kiến sự phát triển hơn nữa của Phật giáo tại vương quốc. Cung điện được cho là giống với một tu viện Phật giáo, trưng bày các bức tựng Phật bằng đá, và có nhiều tu viện xung quanh thành.